# Химическое казённое объединение имени Г. И. Петровского
Химическое казенное объединение имени Г. И. Петровского (укр. Хімічне казенне об'єднання імені Г. I. Петровського) - государственное предприятие военно-промышленного комплекса Украины, которое выпускает взрывчатые вещества, производит баллиститный порох, занимается утилизацией боеприпасов.
Входит в перечень предприятий, имеющих стратегическое значение для экономики и безопасности Украины.

## История
17 ноября 1895 г. император Николай II утвердил разрешение Комитета министров Российской империи франко-русскому акционерному обществу на строительство завода по производству взрывчатых веществ.
В 1897 году «Штеровский завод химических продуктов и взрывчатых веществ» (который состоял из цеха по выпуску динамита с одним аппаратом Системы Нобеля, цеха азотной кислоты и переработки отработанных кислот) начал выпускать продукцию. Работало в то время на заводе около 200 человек.
В годы первой мировой войны предприятие значительно расширилось. Акционерное общество заключило соглашение с Главным Артиллерийским управлением Российской империи на поставку взрывчатых веществ.
После Октябрьской революции 1917 года предприятие было национализировано.
В начале 1930-х годов, в связи с нарастанием военной угрозы правительство СССР усилило внимание к развитию оборонной промышленности и производству боеприпасов. В это время на заводе было начато строительство первого в СССР производства нитроглицериновых порохов. С этого времени профиль завода резко меняется, он становится «пороховым».
K 1937—1938 гг. предприятие стало практически единственным в СССР изготовителем нитроглицериновых порохов и зарядов из них для армии и военно-морского флота, а также основным поставщиком динамитов и аммонитов для угольной промышленности.
После начала Великой Отечественной войны завод производил заряды для «Катюш», а с приближением линии фронта был эвакуирован на Урал, где продолжил выпуск военной продукции.
После войны предприятие было восстановлено, номенклатура выпускаемой продукции военного и гражданского назначения расширялась, объём производства увеличивался. С 1960 года, завод был высокорентабельным. Были созданы производства нитроэфиров, нитроэмалей, линолеума, нитроэфиросодержащих взрывчатых веществ, светильников, металлотары, губчатых изделий, масляных красок, изделий из полиэтилена и других видов продукции.
В 1989 году в связи с конверсией завода выпуск продукции военного назначения был существенно уменьшен.

### После 1991 года
После провозглашения независимости Украины, завод был передан в подчинение министерства обороны Украины.
После распада СССР оказались разрушены производственные связи с поставщиками сырья и потребителями продукции завода, находящимися на территории бывших республик СССР, возникли таможенные проблемы, связанные со сбытом продукции. В 1992 году объём производства и реализации товарной продукции резко снизился.
В 1995 году химобъединение было награждено «Международной бриллиантовой звездой за качество», вручаемой Национальным маркетинговым институтом Мексики.
Вслед за этим, завод был внесён в перечень предприятий Украины, не подлежащих приватизации.
После создания в апреле 2001 года государственной корпорации «Укрвзрывпром» (проведения единой политики в отношении предприятий-производителей взрывчатых веществ), завод был включён в состав корпорации.
7 декабря 2005 года во время проведения штатных работ (смешивание компонентов) для изготовления промышленного взрывчатого вещества «угленит» произошел взрыв без последующего возгорания, в результате взрыва было разрушено одно шлакоблочное здание (20 м х 12 м).
В 2006 году производственные мощности завода были загружены на 3,6 %.
По состоянию на начало 2008 года, заводом был освоен выпуск следующей продукции:
- 26-мм осветительные и сигнальные патроны[1]
- 30-мм реактивные и осветительные патроны[1]
- заряд 9-А-277[1]
- 120-мм заряд к миномёту и самоходному комбинированному орудию 2С9[1]
- нитроглицериновые пороха[1]
- полный переменный заряд к 152-мм выстрелам[1]
- пороховой заряд 9XII[1]
- реактивные заряды глубинных бомб РГБ-12, РГБ-25[1]
- 122-мм холостой выстрел[1]

12 марта 2008 года на территории завода, рядом с цехом № 4 взорвался грузовик с продукцией завода, пострадали шесть человек.
После создания в декабре 2010 года государственного концерна «Укроборонпром», в 2011 году завод вошёл в состав концерна.
В 2011 году предприятие утилизировало 355 тонн боеприпасов различных видов общей стоимостью 2,3 млн гривен.
В 2012 году предприятие утилизировало более 5,7 тыс. тонн боеприпасов (более 85 тыс. шт. 122-мм осколочно-фугасных реактивных снарядов М-21ОФ для РСЗО «Град» и партию зенитных управляемых ракет для ЗРК «Куб») и выпустило 4,5 тыс. тонн промышленных взрывчатых веществ (угленита, аммонита, детонита и др.) на сумму 96,575 млн гривен.
В 2013 году предприятие изготовило почти 3,5 тыс. тонн промышленной взрывчатки и инвестировало в модернизацию свыше 4,5 млн гривен. Основной целью модернизации было повышение экономии потребления энергоресурсов.
В феврале 2014 года на выставке DEFEXPO в Индии предприятие представило несколько видов промышленных взрывчатых веществ (высокопредохранительные взрывчатые вещества «Угленит 10П» и «Угленит 13П», предохранительное взрывчатое вещество «Аммонит Ф5», а также промышленные ВВ для открытых разработок и неопасных шахт «Аммонит 2П», «Аммонал М5», «Аммонит 6 ЖВ», «Граммонит 79/21», «Детонит М»).
С 2014 года предприятие не получало от правительства Украины ни госзаказа на оборонную продукцию, ни договора на утилизацию боеприпасов (хотя в соответствии с законом Украины о казенных предприятиях, государство было обязано предоставить химобъединению государственный заказ на изготовление спецпродукции в объёме не менее 50 % от общей загрузки предприятия).
В июле 2014 года работа на предприятии была остановлена в связи с разрушениями и повреждениями в результате боевых действий.